# Guaiabero lunulé
Bolbopsittacus lunulatus
Genre
Espèce
Statut de conservation UICN

 LC  : Préoccupation mineure
Statut CITES
Le Guaiabero lunulé (Bolbopsittacus lunulatus), autrefois appelé Psittacule lunulé, est une espèce d'oiseaux de la famille des Psittaculidae endémique des forêts tropicales et mangroves des Philippines. Il est phylogénétiquement proche des coryllis (Loriculus spp.) et des inséparables (Agapornis spp.).

## Description
Cet oiseau mesure environ 15 cm de long. Il présente une forme compacte et semble pratiquement dépourvu de queue lorsqu'il est au repos car ses longues ailes par rapport à sa taille la recouvrent complètement. Le plumage présente une dominante verte. La tête est disproportionnée par rapport au corps. Le bec puissant et les pattes sont gris. Les iris sont foncés.
Cet oiseau présente un net dimorphisme sexuel.

## Sous-espèces
- B. l. lunulatus (Scopoli, 1786) — Luçon
- B. l. callainipictus Parkes, 1971 — Samar
- B. l. intermedius Salvadori, 1891 — Leyte et Panaon
- B. l. mindanensis (Steere, 1890) — Mindanao